# Dubitativ
Der Dubitativ (von lat. dubium „Zweifel“ bzw. dubitare „zweifeln“) ist ein grammatikalischer Modus, der zum Beispiel im Türkischen Aussagen aus zweiter Hand oder vom Hörensagen andeutet (wie in: „Im Süden ist es gerade angeblich/wohl sehr heiß.“). In Frageformen stellt der Dubitativ Alternativen vor (wie in: „Sollen wir es (nicht) lassen?“); diese Konstruktion kommt zum Beispiel im Lateinischen als Konjunktiv der Aufforderung vor. Eng verwandt ist der Deliberativ.
Auch andere Sprachen wie das Japanische kennen diesen Modus.